# Таран, Пётр Григорьевич
Пётр Григорьевич Таран (1906, город Каменское Екатеринославской губернии, теперь Днепропетровской области — 10 февраля 1948, город Львов) — советский партийный деятель, председатель Львовского горисполкома.

## Биография
Родился в семье рабочего. Трудовую деятельность начал в четырнадцатилетнем возрасте. Работал чернорабочим, машинистом на Днепропетровском металлургическом заводе.
Член ВКП(б) с 1930 года.
Работал секретарем партийной организации Днепропетровского вагоностроительного завода, секретарем Пологовского районного комитета КП(б)У Запорожской области.
Учился в Днепропетровском металлургическом техникуме и металлургическом институте, в вечернем университете марксизма-ленинизма.
Осенью 1939 года направлен на работу в аппарат Львовского областного и городского комитетов КП(б)У. Работал заведующим транспортного отдела Львовского городского комитета КП(б)У. В апреле — июне 1941 г.  — секретарь Львовского городского комитета КП(б)У по промышленности и транспорта.
Участник Великой Отечественной войны с 1941 года. Служил заместителем по политической части начальника Управления тыла Юго-Западного фронта, членом Военного совета 6-й армии 1-го Украинского фронта.
В декабре 1945 — феврале 1948 г.  — председатель исполнительного комитета Львовского городского совета депутатов трудящихся. Одновременно, закончил 9-месячные курсы при Высшей партийной школе ЦК ВКП(б).

## Звание
- подполковник
- полковник

## Награды
- орден Ленина (6.05.1945)
- орден Богдана Хмельницкого 2-й ст. (19.03.1944)
- орден Отечественной войны 1-й ст. (27.09.1943)
- орден Красного Знамени
- медали